# Marcel Locquin
Marcel Locquin (ur. 6 maja 1922 w Lyonie, zm. 18 marca 2009 w Rueil-Malmaison) – francuski mykolog i biochemik.

## Życiorys
Z wykształcenia był biochemikiem, ale zajmował się głównie mykologią. Uzyskał tytuł doktora nauk ścisłych. Od 1946 do 1951 r. był związany z CNRS. Później został konsultantem Wydziału Nauk Inżynierskich i Technologii UNESCO (sekcja ta zakończyła swoją działalność w 2000 r.). W latach 1995 i 1998 został uznany człowiekiem roku przez Amerykański Instytut Biograficzny.

## Praca naukowa
W 1943 roku Locquin opublikował artykuł poświęcony badaniu struktury błon bazydiospor. Do ich badania zastosował technikę „barwienia różnicowego” różnymi barwnikami anilinowymi w połączeniu z barwieniem matrycy glukanowej odczynnikiem Melzera i rozpuszczaniem glukanów stężonym kwasem azotowym. Dzięki temu zbadał i opisał budowę grubościennych błon bazydiospor Fayodia bisphaerigera, które nazwał hemitectosporami. W 1957 roku M. Locquin odegrał kluczową rolę w napisaniu podstawowego „Przewodnika po mikroskopii” (fr. „Traité de microscopie. Instruments et Techniki”), zawierającego rozdziały dotyczące budowy mikroskopów świetlnych i elektronowych oraz metod przygotowania próbek, w tym mikrotomowania. W 1984 roku ukazała się encyklopedyczna publikacja „Mykologia ogólna i strukturalna” (fr. „Mycologie générale et structurale”), będąca wynikiem czterdziestoletniej działalności Locquina. W książce tej przedstawił oryginalną klasyfikację grzybów wyższych. Była nieco podobna do tradycyjnego podziału tej grupy na workowce i podstawczaki, ale Locquin podzielił grzyby wyższe na podgrupy Uteromycotina i Ballistomycotina, które z kolei składały się z szeregu nowych, ale nieformalnych klas i podklas. Zaproponował odmienną klasyfikację od ogólnie przyjętej klasyfikacji grzybów niedoskonałych. Opisał również paleomykologię, genetykę, morfologię, ekologię i biochemię tych grup grzybów i podał algorytmy matematyczne umożliwiające obliczenie przyrostu biomasy grzybni. Wykorzystywane są one w kardiologii i genetyce. Locquin opracował również konidiogenezę i rozprzestrzenianie się zarodników bezpłciowych (askospor) grzybów.
Przy nazwach naukowych utworzonych przez niego taksonów dodawany jest skrót jego nazwiska Locq.